# Coupe d'Angleterre de rugby à XIII 2017
Navigation
Édition précédente Édition suivante
La Coupe d'Angleterre de rugby à XIII 2017 (dite Ladbrokes Challenge Cup pour des raisons commerciales) est la 116e édition de la Coupe d'Angleterre, compétition à élimination directe mettant aux prises des clubs de rugby à XIII amateurs et professionnels affiliés à la Rugby Football League. Des clubs anglais, gallois, écossais, français et canadiens y participent donc. La compétition se déroule du 29 janvier 2017 au 26 août 2017. La finale est prévue après neuf tours à élimination directe mettant aux prises les clubs amateurs et professionnels et est programmée le 26 août 2017 au Stade de Wembley de Wembley. Les rencontres sont diffusées en direct au Royaume-Uni sur BBC Sport et Sky Sports. En France, la finale est retransmise en direct sur beIN Sports.

## Huitièmes de finale
Légende : (1) Super League, (2) Championship, (3) League 1.
Les huitièmes de finale se déroulent le week-end du 13-14 mai 2017.
| 11 mai 2017 | Featherstone Rovers (2) | 24 - 12 (13 - 6) | (2) Halifax                                                               | LD Nutrition Stadium, Featherstone Arbitre : Chris Campbell |
| 11 mai 2017 | Essai(s) : John Davies, Scott Turner 2 et Josh Hardcastle Transformation(s) : Cory Aston (3) Drop(s) : Anthony Thackeray (2) |                  | Essai(s) : Ben Heaton et Ben Johnston Transformation(s) : Steve Tyrer (2) | LD Nutrition Stadium, Featherstone Arbitre : Chris Campbell |
| 11 mai 2017 | |                  |                                                                           | LD Nutrition Stadium, Featherstone Arbitre : Chris Campbell |

| 12 mai 2017 | Salford City Reds (1)                                                                                             | 24 - 14 (6 - 14) | (2) Hull KR                                                                                 | AJ Bell Stadium, Barton-upon-Irwell Arbitre : Robert Hicks |
| 12 mai 2017 | Essai(s) : Ryan Lannon, Craig Kopczak, Kris Brinning et Ben Murdoch-Masila Transformation(s) : Michael Dobson (4) |                  | Essai(s) : Shaun Lunt (2) Transformation(s) : Jamie Ellis (2) Pénalité(s) : Jamie Ellis (1) | AJ Bell Stadium, Barton-upon-Irwell Arbitre : Robert Hicks |
| 12 mai 2017 | |                  |                                                                                             | AJ Bell Stadium, Barton-upon-Irwell Arbitre : Robert Hicks |

| 12 mai 2017 | Hull FC (1) | 62 - 0 (28 - 0) | (1) Dragons Catalans | KC Stadium, Kingston-upon-Hull 6 470 spectateurs Arbitre : Ben Thaler |
| 12 mai 2017 | Essai(s) : Steve Michaels (3), Josh Griffin, Mahe Fonua, Liam Watts, Scott Taylor, Jansin Turgut, Jordan Thompson, Jamie Shaul (2) et Jake Connor Transformation(s) : Marc Sneyd (2), Jake Connor (5) |                 |                      | KC Stadium, Kingston-upon-Hull 6 470 spectateurs Arbitre : Ben Thaler |
| 12 mai 2017 | |                 |                      | KC Stadium, Kingston-upon-Hull 6 470 spectateurs Arbitre : Ben Thaler |

| 12 mai 2017 | Dewsbury Rams (2)                                       | 6 - 54 (0 - 24) | (1) Wakefield Trinity Wildcats | Tetley's Stadium, Dewsbury Arbitre : Scott Mikalauskas |
| 12 mai 2017 | Essai(s) : Aaron Brown Transformation(s) : James Glover |                 | Essai(s) : Bill Tupou (2), Matty Ashurst, Sam Williams (2), Mason Caton-Brown (3) et Ashley Gibson Transformation(s) : Liam Finn (9) | Tetley's Stadium, Dewsbury Arbitre : Scott Mikalauskas |
| 12 mai 2017 |                                                         |                 | | Tetley's Stadium, Dewsbury Arbitre : Scott Mikalauskas |

| 13 mai 2017 | Castleford Tigers (1) | 53 - 10 (31 - 4) | (1) St Helens                                                              | The Mend-A-Hose Jungle, Castleford Arbitre : Phil Bentham |
| 13 mai 2017 | Essai(s) : Michael Shenton, Jake Webster (2), Paul McShane, Greg Minikin (2), Nathan Massey et Greg Eden 3() Transformation(s) : Luke Gale (6) Drop(s) : Luke Gale (1) |                  | Essai(s) : Ryan Morgan, Luke Douglas Transformation(s) : Mark Percival (1) | The Mend-A-Hose Jungle, Castleford Arbitre : Phil Bentham |
| 13 mai 2017 | |                  |                                                                            | The Mend-A-Hose Jungle, Castleford Arbitre : Phil Bentham |

| 14 mai 2017 15h00 | Leeds Rhinos (1) | 72 - 10 (32 - 4) | (3) Barrow Raiders                                                          | Headingley Rugby Stadium, Leeds Arbitre : Jack Smith |
| 14 mai 2017 15h00 | Essai(s) : Joel Moon (3), Matt Parcell (2), Ash Handley (2), Ryan Hall, Stevie Ward, Liam Sutcliffe, Rob Burrow (2), Keith Galloway Transformation(s) : Liam Sutcliffe (10) |                  | Essai(s) : Luke Cresswell, Jarrad Stack Transformation(s) : Karl Ashall (1) | Headingley Rugby Stadium, Leeds Arbitre : Jack Smith |
| 14 mai 2017 15h00 | |                  |                                                                             | Headingley Rugby Stadium, Leeds Arbitre : Jack Smith |

| 14 mai 2017 15h00 | Swinton Lions (2)                                                    | 12 - 42 (0 - 18) | (1) Wigan Warriors | Heywood Road, Sale Arbitre : Chris Kendall |
| 14 mai 2017 15h00 | Essai(s) : Grant Gore, Mike Butt Transformation(s) : Chris Atkin (2) |                  | Essai(s) : Joel Tomkins, Liam Farrell, Joe Burgess (2), Liam Marshall, Tom Davies, Josh Ganson, Nick Gregson Transformation(s) : Liam Marshall (5) | Heywood Road, Sale Arbitre : Chris Kendall |
| 14 mai 2017 15h00 |                                                                      |                  | | Heywood Road, Sale Arbitre : Chris Kendall |

| 14 mai 2017 15h00 | Warrington Wolves (1)                                                                                       | 34 - 20 (12 - 6) | (1) Widnes Vikings                                                                          | Halliwell Jones Stadium, Warrington Arbitre : James Child |
| 14 mai 2017 15h00 | Essai(s) : Ryan Atkins, Kevin Brown (3), Matty Russell, Chris Hill Transformation(s) : Stefan Ratchford (5) |                  | Essai(s) : Greg Burke, Jay Chapelhow, Patrick Ah Van Transformation(s) : Patrick Ah Van (4) | Halliwell Jones Stadium, Warrington Arbitre : James Child |
| 14 mai 2017 15h00 | |                  |                                                                                             | Halliwell Jones Stadium, Warrington Arbitre : James Child |

## Quarts de finale
Légende : (1) Super League, (2) Championship, (3) League 1.
Les quarts de finale se déroulent le week-end du 15-18 juin 2017.
| 15 juin 2017 20h00 | Salford City Reds (1) | 30 - 6 (20 - 0) | (1) Wakefield Trinity Wildcats                         | AJ Bell Stadium, Barton-upon-Irwell Arbitre : Robert Hicks |
| 15 juin 2017 20h00 | Essai(s) : Ryan Lannon, Ben Murdoch-Masila, Niall Evalds, Greg Johnson, Craig Kopczak Transformation(s) : Michael Dobson (5) |                 | Essai(s) : Liam Finn Transformation(s) : Liam Finn (1) | AJ Bell Stadium, Barton-upon-Irwell Arbitre : Robert Hicks |
| 15 juin 2017 20h00 | |                 |                                                        | AJ Bell Stadium, Barton-upon-Irwell Arbitre : Robert Hicks |

| 16 juin 2017 20h00 | Leeds Rhinos (1) | 58 - 0 (22 - 0) | (2) Featherstone Rovers | Headingley Rugby Stadium, Leeds Arbitre : Chris Kendall |
| 16 juin 2017 20h00 | Essai(s) : Stevie Ward, Brett Ferres, Joel Moon, Ash Handley (2), Carl Ablett, Liam Sutcliffe, Brad Singleton (2), Ryan Hall Transformation(s) : Liam Sutcliffe (9) |                 |                         | Headingley Rugby Stadium, Leeds Arbitre : Chris Kendall |
| 16 juin 2017 20h00 | |                 |                         | Headingley Rugby Stadium, Leeds Arbitre : Chris Kendall |

| 17 juin 2017 15h00 | Warrington Wolves (1)                                                                        | 26 - 27 (12 - 18) | (1) Wigan Warriors | Halliwell Jones Stadium, Warrington Arbitre : Ben Thaler |
| 17 juin 2017 15h00 | Essai(s) : Ryan Atkins (2), Andre Savelio, Kurt Gidley Transformation(s) : Declan Patton (5) |                   | Essai(s) : Joe Burgess (2), Liam Marshall, John Bateman Transformation(s) : George Williams (5) Drop(s) : Sam Tomkins (1) | Halliwell Jones Stadium, Warrington Arbitre : Ben Thaler |
| 17 juin 2017 15h00 |                                                                                              |                   | | Halliwell Jones Stadium, Warrington Arbitre : Ben Thaler |

| 18 juin 2017 15h00 | Hull FC (1)                                                                                              | 32 - 24 (14 - 12) | (1) Castleford Tigers                                                                                            | KCOM Stadium, Kingston-upon-Hull 11 944 spectateurs Arbitre : Phil Bentham |
| 18 juin 2017 15h00 | Essai(s) : Carlos Tuimavave, Fetuli Talanoa, Mahe Fonua, Jamie Shaul Transformation(s) : Jake Connor (8) |                   | Essai(s) : Ben Roberts 2, Zak Hardaker, Greg Minikin Transformation(s) : Luke Gale (4) Drop(s) : Sam Tomkins (1) | KCOM Stadium, Kingston-upon-Hull 11 944 spectateurs Arbitre : Phil Bentham |
| 18 juin 2017 15h00 | |                   | | KCOM Stadium, Kingston-upon-Hull 11 944 spectateurs Arbitre : Phil Bentham |

## Demi-finales
Légende : (1) Super League, (2) Championship, (3) League 1.
Les demi-finales se déroulent le week-end du 29-30 juillet 2017. Le tirage au sort des demi-finales a été effectué par deux anciens vainqueurs de la compétition, Danny Brough (en 2005) et Barry Johnson (en 1986). Les rencontres se déroulent sur terrain neutre, à savoir Doncaster et Warrington.
| 29 juillet 2017 14:30 | Hull FC (1) | 43 - 24 (18 - 12) | (1) Leeds Rhinos | Keepmoat Stadium, Doncaster 14 526 spectateurs Arbitre : Phil Bentham |
| 29 juillet 2017 14:30 | Essai(s) : Albert Kelly (23e), Carlos Tuimavave (35e, 46e), Chris Green (38e), Liam Watts (65e), Jamie Shaul 72e, Scott Taylor (74e) Transformation(s) : Marc Sneyd (23e, 35e, 38e, 46e, 65e, 72e, 74e) Drop(s) : Marc Sneyd (55e) |                   | Essai(s) : Ryan Hall (19e), Kallum Watkins (31e, 60e), Ashton Golding (79e) Transformation(s) : Kallum Watkins (19e, 31e, 60e), Jordan Lilley (79e) | Keepmoat Stadium, Doncaster 14 526 spectateurs Arbitre : Phil Bentham |
| 29 juillet 2017 14:30 | |                   | | Keepmoat Stadium, Doncaster 14 526 spectateurs Arbitre : Phil Bentham |

| 30 juillet 2017 | Wigan Warriors (1) | 27 - 14 (12 - 14) | (1) Salford City Reds                                                                                   | Halliwell Jones Stadium, Warrington 10 796 spectateurs Arbitre : James Child |
| 30 juillet 2017 | Essai(s) : Oliver Gildart (8e, 79e), Willie Isa (16e), Michael McIlorum (60e) Transformation(s) : George Williams (8e, 12e, 55e, 60e, 79e) Drop(s) : Sam Tomkins (66e) |                   | Essai(s) : Greg Johnson (23e), Tyrone McCarthy (26e) Transformation(s) : Michael Dobson (23e, 26e, 31e) | Halliwell Jones Stadium, Warrington 10 796 spectateurs Arbitre : James Child |
| 30 juillet 2017 | |                   | | Halliwell Jones Stadium, Warrington 10 796 spectateurs Arbitre : James Child |

## Finale (26 août 2017)
(mt : 12 - 10)
Homme du match :  Marc Sneyd
Points marqués :
- Hull : 3 essais de Talanoa (12e), Fonua (20e, 47e), 3 transformations de Sneyd (12e, 20e, 47e)
- Wigan : 3 essais de Bateman (4e), Gildart (32e), J. Burgess (73e, 1 transformation de G. Williams (4e)

Évolution du score : 0-6, 6-6, 12-6, 12-10, 18-10, 18-14
Arbitre :  Phil Bentham
Spectateurs : 68 525
Composition des équipes :
- Hull : Jamie Shaul - Fetuli Talanoa, Carlos Tuimavave, Josh Griffin, Mahe Fonua - Marc Sneyd, Albert Kelly - Liam Watts, Danny Houghton, Scott Taylor, Sika Manu, Mark Minichiello, Gareth Ellis - Chris Green, Josh Bowden, Danny Washbrook, Jake Connor- Entraîneur : Lee Radford
- Wigan : Sam Tomkins - Joe Burgess, Oliver Gildart, Anthony Gelling, Tom Davies - Thomas Leuluai, George Williams - Frank-Paul Nu'uausala, Michael McIlorum, Tony Clubb, John Bateman, Liam Farrell, Sean O'Loughlin - Willie Isa, Ryan Sutton, Sam Powell, Taulima Tautai- Entraîneur : Shaun Wane